# Кёк-Токой
Кёк-Токой (кирг. Көк-Токой) — село в Таласском районе Таласской области Кыргызстана, в составе Нуржановского аильного округа. Код СОАТЕ — 41707 232 832 02 0.

## Население
По данным переписи 2009 года, в селе проживало 2050 человек.